# Ivan & Delfin
Ivan & Delfin (eigentlich: Ivan i Delfin) ist eine polnische Popband.

## Bandgeschichte
Die 2002 gegründete Band um Sänger Ivan Komarenko trat beim Eurovision Song Contest 2005 in Kiew mit einem folkloristisch anmutenden Popsong Czarna dziewczyna an. Sie verpassten aber mit dem elften Platz knapp das Finale. Im Jahr 2007 trennte sich Sänger Ivan Komarenko von der Gruppe um fortan solistisch aktiv zu werden. Mit der neuen Sängerin Aisha bestand die Gruppe als Aisha i Delfin weiter.

## Bandmitglieder
- Ivan Komarenko (Gesang)
- Łukasz Lazer (Gitarre)
- Wojciech Olszewski (Klavier, Gitarre, Komposition)

## Diskografie
Alben
- 2005: Czarne oczy
- 2006: Dwa żywioły